# Hippocampus capensis

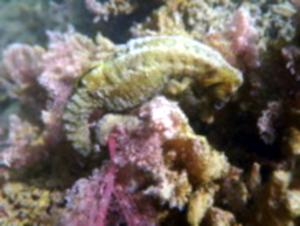
H. capensis en el estuario de Knysna, 2009.

Hippocampus capensis es una especie de pez de la familia Syngnathidae, en el orden de los Syngnathiformes.
Es la especie más amenazada del género, y endémica de Sudáfrica.

## Morfología
Tienen el hocico, o tubo bucal, muy corto, de 3 cm. Salvo en los ejemplares juveniles, no tienen corona. Poseen 11 anillos en el tronco y entre 32 y 36 en la cola. Su aleta dorsal tiene entre 16 y 18 radios, y las pectorales, entre 14 y 17. No tiene espinas en el cuerpo, y, en la cola, son cortas y romas. Los machos tienen una quilla leve.
Los machos  pueden llegar alcanzar los 12,1 cm de longitud total, y son más fuertes y largos que las hembras.
De color verdoso o amarronado, puede tener motas oscuras en el cuerpo.

## Hábitat y distribución
Es un endemismo de Sudáfrica. Tiene el menor rango de distribución de su género, de 300 km², concretamente en el estuario de Knysna, y en otros 2 estuarios situados en la costa sur del país, Swartvlei, y Keurbooms. 
Asociado a la vegetación subacuática, en concreto a Zostera capensis, Caulerpa filiformis, Codium extricatum, Halophila ovalis y Ruppia cirrhosa.
Su rango de profundidad está entre 0.5 y 20 m. 
Tolera parámetros de salinidad entre 1 y 59 partes por mil, dado el que se localizan es estuarios, donde la mezcla de agua dulce y marina produce hábitats salobres.

## Reproducción
Alcanza la madurez sexual alrededor del año, con 5 o 6 cm de talla. El periodo de reproducción es entre septiembre y abril, en el verano austral, cuando la temperatura del agua alcanza los 20 °C. Son monógamos y ovovivíparos. La gestación dura 4 semanas, y los alevines miden 11 mm al nacer. El número máximo de crías por parto es de 120. Son planctónicos inmediatamente después del nacimiento.

## Conservación
La Unión Internacional para la Conservación de la Naturaleza, IUCN en inglés, cataloga el estado de conservación de varias de las especies del género como vulnerables, e incluso, en el caso de H. capensis como en grave peligro. Esta especie, que es endémica de Sudáfrica, se encuentra en esa situación de peligro debido a su limitado rango de distribución, de 300 km², concretamente en el estuario de Knysna y en otros 2 estuarios situados en la costa sur del país; y al índice de ocupación de 27 km². A lo que hay que sumar, la creciente degradación del hábitat, debido a la acción humana. Recientemente, se han construido hábitats artificiales en los estuarios dónde habita H. capensis, resultando una medida efectiva en el estuario de Knysna, donde se han observado bastantes ejemplares en estos emplazamientos protectores. Los 3 estuarios están bajo la tutela del Consejo de Parques Nacionales, estando protegida por ley esta especie.
- Véase también Hippocampus.